# Saint-Martin-du-Fouilloux, Maine-et-Loire

Saint-Martin-du-Fouilloux este o comună în departamentul Maine-et-Loire, Franța. În 2009 avea o populație de 1,600 de locuitori.